# کرافورد چمبرلین
کرافورد چمبرلین (انگلیسی: Crawford Chamberlain؛ ۱۸۲۱ – ۱۹۰۲) فرد نظامی اهل بریتانیا بود.